# Apollonia (Libia)
Apollonia (stgr. Ἀπολλωνία) – miasto starożytne, kolonia grecka w pobliżu Cyreny, obecnie stanowisko archeologiczne w pobliżu libijskiej Susy.

## Historia

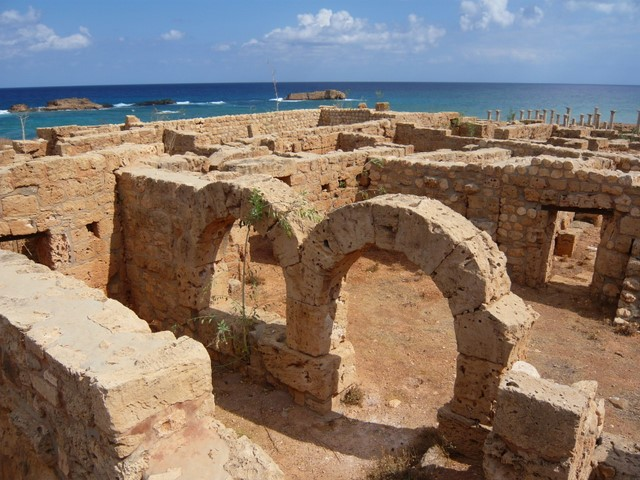
Ruiny pałacu miejscowego gubernatora

W źródłach historycznych zachowało się stosunkowo niewiele relacji o dziejach Apollonii. Dzieliła swoje losy z pobliską Cyreną, o której wiadomo o wiele więcej. Nazwę nadano miastu na cześć boskiego patrona, Apollina z Delf, który poradził osadnikom greckim zbudować kolonię w Libii. Jednak po raz pierwszy wymienia Apollonię z nazwy dopiero Strabon za czasów cesarza Augusta (27 p.n.e.–14 n.e.). W okresie hellenistycznym miasto figuruje w źródłach jako “port Cyreny”. Należało wówczas do królestwa Ptolemeuszy (Lagidów) (300-30 p.n.e.). W czasach chrześcijańskich zaczęto je coraz częściej określać mianem “Sozusa”, od którego pochodzi obecna nazwa arabska. Dobrobyt Apollonii, która pierwotnie była portem obsługującym Cyrenę, zaczął się z chwilą przyznania miastu samorządu przez władze rzymskie. Zaliczona przez Rzymian w poczet miast Pentapolisu Apollonia miała w VI wieku przejąć wiodącą rolę w regionie, w ślad za Cyreną i Ptolemais. O wysokiej pozycji miasta u schyłku starożytności świadczą ruiny późnorzymskiej rezydencji gubernatora (dux) i pozostałości po kilku kościołach bizantyjskich. Bizantyjczycy wznosząc swoje kościoły rozebrali część budynków z okresu hellenistycznego i rzymskiego, aby pozyskać materiał do budowy nowych obiektów w ciągu VI w. Spośród wcześniejszych obiektów w Apollonii zachowały się jedynie mury miejskie, pozostałości teatru i urządzeń portowych.

## Wykopaliska i zabytki

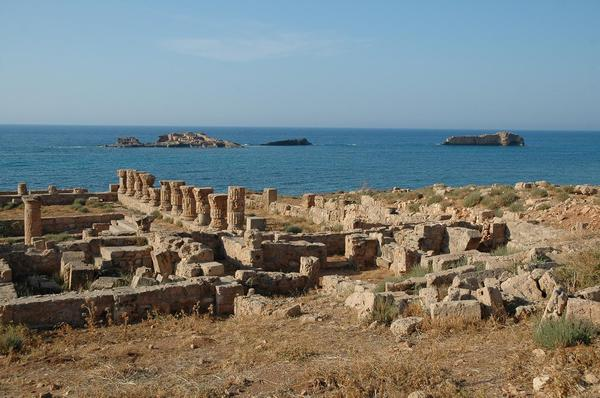
Nadmorskie ruiny Apollonii z tzw. kąpieliskiem Kleopatry w tle

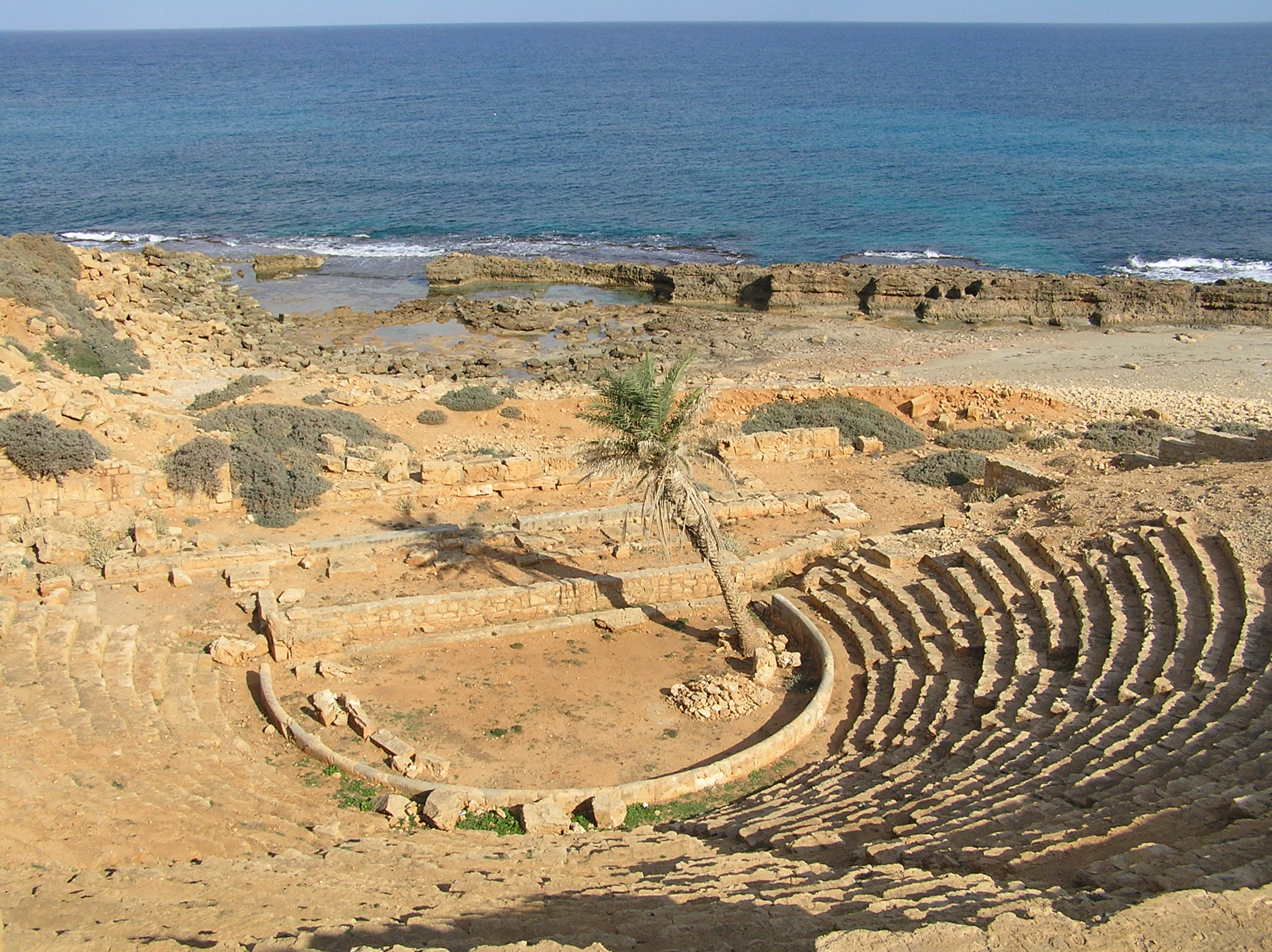
Grecki teatr

Trzeba zaznaczyć, że krajobraz okolic Apollonii do złudzenia przypomina krajobraz Grecji, z malowniczymi wzniesieniami, porośniętymi tu i ówdzie karłowatymi drzewkami oliwnymi i figowymi, oraz czystą, niebieską taflą morza. Zapewne to zadecydowało, że Grecy z Thery zdecydowali się tu osiedlić, gdyż musieli się tu poczuć całkiem swojsko. Ogólnie rzecz biorąc na terenie Apollonii zachowały się przede wszystkim pozostałości po murach z okresu hellenistycznego, na całym niemal ich przebiegu, oraz budowle głównie z okresu bizantyjskiego. Najwyżej położony fragment ruin fortyfikacji mieści się na apollońskim akropolu – i tam robi największe wrażenie na zwiedzających. Na uwagę zasługuje teatr z okresu hellenistycznego, późniejszy jednak od murów. Teatr poddano gruntownej przebudowie za cesarza Domicjana (81-96). I ten obiekt rozebrali częściowo Bizantyjczycy. Najlepiej zachowała się widownia (cavea), o 28 rzędach miejsc siedzących. W pobliżu na uwagę zasługują komory kute w skale, które służyły najprawdopodobniej za magazyny towarów odbieranych w porcie.
Ponadto zachowały się ruiny trzech okazałych kościołów bizantyjskich, oraz pałacu namiestnika z okresu bizantyjskiego, fortyfikacji z tzw. bramą zachodnią (nazwa nadana przez archeologów) oraz urządzeń portowych. Najbardziej charakterystycznym obiektem w całej Apollonii jest tzw. „kąpielisko Kleopatry”. Jest to widoczne z daleka skaliste wzniesienie, które od północnego zachodu oskrzydla szerokim łukiem przystań, dziś pogrążone częściowo w morzu. Pierwotnie mieścił się tam bez wątpienia kamieniołom. Niewykluczone, że w pewnym okresie krawędzie skał służyły starożytnym żeglarzom za pochylnię do remontu okrętów.
Starożytne nekropolie Apollonii leżą na wschód i zachód od murów miejskich, przy czym od strony zachodniej przykryła je współczesna zabudowa Marsa Susa.
W pobliskim Ras al-Hamama mieścił się w starożytności port o nazwie Physcon, który w pewnym okresie przejął funkcję Apollonii. Physcon to zapewne nawiązanie do przezwiska, jakie nadano Ptolemeuszowi VIII Euergetesowi II, wielkorządcy Cyreny, w latach 163-145 p.n.e.
Starożytna Apollonia służyła Cyrenie jako port przez ponad 1000 lat, a jej ruiny stanowią obecnie znaczącą część całego kompleksu stanowisk archeologicznych. Z terenu wykopalisk w Cyrenie prowadzi do Apollonii nowoczesna szosa asfaltowa długości 20 km, którą wytyczono na miejscu drogi łączącej miasto z portem w starożytności. Pierwszy szlak drogowy wybudowali Grecy z Cyreny, co wiązało się z rozwojem portu i morskiego ruchu handlowego. W roku 100 n.e. za cesarza Trajana (98–117) doszło do modernizacji traktu. Przy realizacji robót zatrudniono legionistów zwerbowanych w Cyrenajce. Zaledwie 15 lat później część drogi uległa zniszczeniu w czasie powstania żydowskiego. Po odbudowie była używana do najazdu Arabów. Na jej miejscu wytyczono nowoczesną drogę asfaltową w czasie I wojny światowej, w celu ulepszenia dojazdu do portu. Począwszy od terenu wykopalisk w Cyrenie droga opada malowniczymi serpentynami aż do samego wybrzeża.

## Marsa Susa

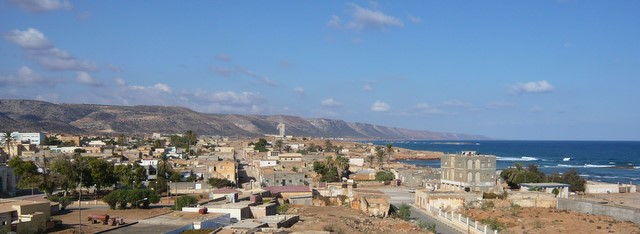
Marsa Susa – widok ogólny

Nowożytne miasteczko portowe Marsa Susa założono w roku 1897 z myślą o uchodźcach tureckich z Krety. Do migracji Turków do Cyrenajki doszło w następstwie scedowania kreteńskich posiadłości Wysokiej Porty na rzecz nowożytnego Królestwa Grecji. Do dziś miejscowa ludność wyróżnia się od reszty mieszkańców Cyrenajki niespotykanymi w innych częściach Afryki Północnej rysami twarzy. Miasteczko rozbudowano w okresie międzywojennym: Włosi powiększyli port na potrzeby żeglugi przybrzeżnej i podnieśli miasto do rangi ośrodka administracyjnego. Na szczęście nowożytne domy mieszkalne leżą niemal zupełnie poza murami obronnymi starożytnego portu: ten ostatni jeszcze u schyłku starożytności mocno nadszarpnęły fale przypływów wdzierające się głęboko w ląd.
Aby dotrzeć na teren wykopalisk należy przejechać przez skwer miejski, przy którym mieści się lokalne muzeum. Zbiory są bardzo skromne: muzeum może się pochwalić stosunkowo niewielką ekspozycją zabytków odkrytych na terenie Apollonii oraz działem etnograficznym.